# Velký Rybník
Velký Rybník – miejscowość i gmina (obec) w Czechach, w kraju Wysoczyna, w powiecie Pelhřimov. W 2022 roku liczyła 202 mieszkańców.